# Dizionario dei Chazari
Dizionario dei Chazari: Romanzo Lessico (Serbo: Хазарски речник o Hazarski rečnik) è il primo romanzo dello scrittore serbo Milorad Pavić, pubblicato nel 1984.
Scritto originariamente in serbo, il romanzo è stato tradotto in molte lingue, incluso l'italiano.

## Contenuto
È difficile individuare una trama in senso tradizionale, ma il fatto centrale del libro (la conversione religiosa di massa del popolo dei Chazari) è basata su un evento storico avvenuto alla fine dell'VIII secolo od all'inizio del IX, quando i regnanti e la nobilità chazara si convertirono al giudaismo seguiti da parte della popolazione.
Tuttavia, fin dall'inizio, Pavić mette in evidenza il proprio stile ispirato al fantastico di Borges: la maggior parte dei protagonisti e degli eventi del romanzo sono completamente inventati, così come la cultura attribuita nel libro ai Chazari, che fa ben poco riferimento all'evidenza letteraria od archeologica.
Il romanzo ha la struttura di tre piccole enciclopedie con riferimenti incrociati, ciascuna delle quali compilata sulla base delle fonti di una delle tre religioni monoteiste: il Cristianesimo (Libro Rosso), l'Islam (Libro Verde) e il Giudaismo (Libro Giallo). Data la sua struttura simile al dizionario, il romanzo può essere letto in una varietà di modi, piuttosto che dall'inizio alla fine. Ciò sfida i lettori a partecipare attivamente al romanzo cercando di ricombinare la storia mettendone assieme i pezzi, frammentati e, talvolta, contraddittori. Come spiega l'autore nell'introduzione al romanzo:
"Non sarà necessario rispettare alcuna cronologia. Ciascun lettore potrà ricombinare in un'unità il proprio libro come in una partita di domino o di carte, e in ogni caso da questo dizionario, come da uno specchio, gli ritornerà esattamente quanto vi avrà investito, perché dalla verità - com'è scritto in una delle pagine di questo lessico - non si può ottenere più di quanto si sia ad essa offerto. 
Il libro è stato pubblicato in due edizioni, una "maschile" ed una "femminile", che differiscono fra loro solo in un paragrafo.

## Interpretazione
Qualcuno ha ipotizzato che la descrizione dell'Impero dei Chazari, nel quale i Chazari pur essendo la popolazione più numerosa sono tuttavia dominati dagli altri, costituisca una rappresentazione allegorica della Jugoslavia. Lo stesso Pavić ha confermato che nel suo romanzo i Chazari rappresentano simbolicamente i Serbi.

## Edizioni italiane
- Milorad Pavić, Dizionario dei Chazari, collana Narratori moderni, traduzione di Branka Ničija, Milano, Garzanti, 1988, ISBN 88-11-66282-6.
- Milorad Pavić, Dizionario dei Chazari, collana Sirin, traduzione di Alice Parmeggiani, n. 70, Roma, Voland, 2020, ISBN 978-88-6243-409-6.